# David Smith (velejador)
David James "Dave" Smith (Salém, 31 de outubro de 1925 — Peabody, 8 de março de 2014) foi um velejador estadunidense, campeão olímpico. Ele competiu nos Jogos Olímpicos de Verão de 1960 na classe 5.5 Metre e conquistou a medalha de ouro a bordo do Minotaur, ao lado de George O'Day e James Hunt.
Após a Segunda Guerra Mundial, durante a qual serviu na Marinha dos Estados Unidos, formou-se na Universidade de Massachusetts. Tornou-se presidente da Fife and Drum, especializada em roupas para iates. Depois de desistir da empresa, trabalhou na Pequot Mills Shetland Properties.